# Tantilla bocourti
Tantilla bocourti – gatunek meksykańskiego węża z rodziny połozowatych (Colubridae).

## Systematyka
Węża tego zalicza się do rodziny połozowatych. Systematyka ta nie uległa w przeciągu ostatnich lat dużym zmianom. Starsze źródła również umieszczają go w rodzinie Colubridae, choć używana jest tutaj polska nazwa wężowate czy też węże właściwe, zaliczanej do infrapodrzędu Caenophidia, czyli węży wyższych. W obrębie rodziny rodzaj Tantilla wchodzi w skład podrodziny Colubrinae.

## Rozmieszczenie geograficzne
Jest to gatunek niespotykany poza Meksykiem. IUCN wymienia następujące stany, w których występuje: Sinaloa, Durango, Zacatecas, Jalisco, Colima, Aguascalientes, Guanajuato, Michoacán, Querétaro, Hidalgo, Meksyk, Guerrero, Morelos, Puebla, Veracruz.
Wąż ten bytuje na wysokościach od 1500 do 2200 m n.p.m.
Siedlisko tego zauropsyda to lasy sosnowo-dębowe i lasy liściaste klimatu zwrotnikowego.

## Zagrożenia i ochrona
Status populacji nie jest znany.
Być może zagrożenie dla gatunku stanowi wylesianie. IUCN uzależnia to od możliwości gatunku radzenia sobie w środowisku zmodyfikowanym działalnością człowieka.